# Storemo Station
Storemo Station (Storemo holdeplass) er en tidligere jernbanestation på Tinnosbanen, der ligger i Notodden kommune i Norge. Stationen åbnede som trinbræt 6. december 1945 og bestod af et spor og en perron med læskur. Persontrafikken på banen blev indstillet 1. januar 1991 og godstrafikken 5. juli samme år. Banen eksisterer dog stadig, og Storemo fremgår stadig af Bane Nors stationsoversigt.